# フッ化ベリリウム
フッ化ベリリウム（beryllium fluoride）は、組成式がBeF2の無機化合物である。白色の固体で、主に金属ベリリウムの製造に用いられる。

## 構造と結合
BeF2の結晶構造は二酸化ケイ素に類似する。Be2+を中心とした四配位の四面体構造をとる。固体のBeF2は二酸化ケイ素の低温石英（α-quartz）、高温石英（β-quartz）、クリストバライトおよびトリディマイトに類似した重合体構造をとる。BeF2とAlF3との間には類似性があり、双方とも温和な温度で拡張構造をとる。BeF2は高度な共有結合結晶であると考えられる。

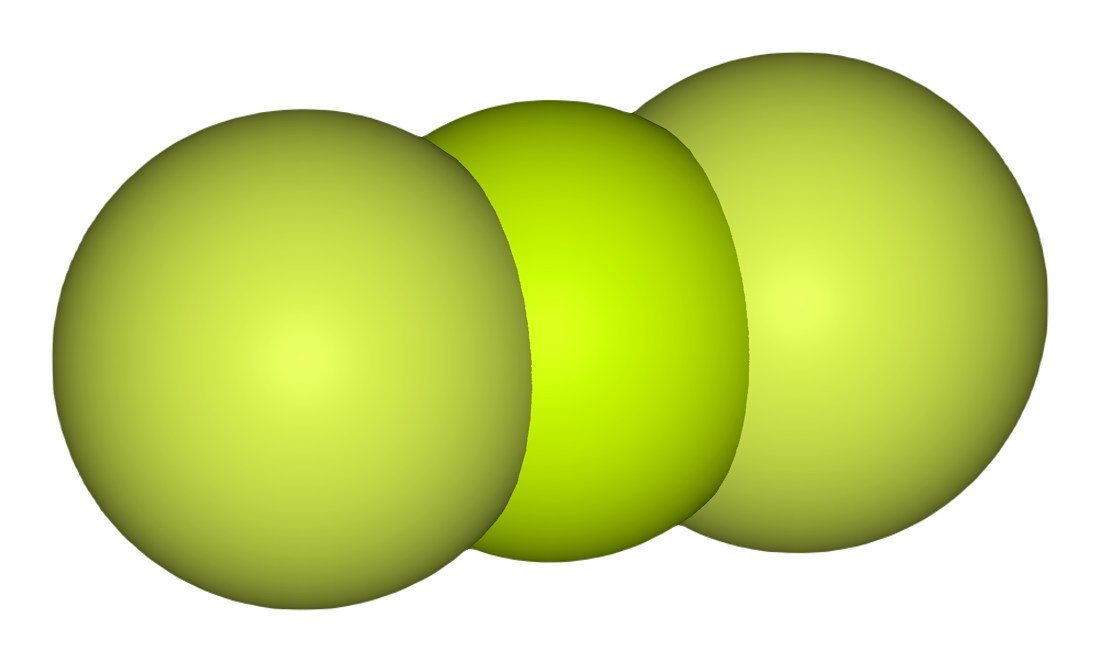
BeF_{2}の気相構造

BeF2は1160℃以上で気体となる。CO2やSiO2と等電子数の直線形分子構造をとる。Be-F間の距離は177 pmである 。BeF2（固体）とCO2（気体）との常温での相違は、複数の結合を形成するアルカリ金属の性質がやや反映されている。
融解したBeF2はBe-F-Be間で強い相互作用を持つ三原子分子であり、いくつかの点で水と似ている。水と同様にBeF2の密度も融点付近で減少する。また、液体BeF2は流動的な四面体構造をとる。

## 合成
ベリリウム鉱石を処理することにより不純な水酸化ベリリウム Be(OH)2を得る。これにフッ化水素アンモニウムを反応させることによりテトラフルオロベリリウム(II)酸アンモニウムを得る。
{\displaystyle {\ce {Be(OH)2\ + 2(NH4)HF2 -> (NH4)2BeF4\ + 2H2O}}}
テトラフルオロベリリウム(II)酸イオンは頑丈であり、他の不純物は水酸化物として沈殿する。精製した(NH4)2BeF4を熱すると目的物が得られる。
{\displaystyle {\ce {(NH4)2BeF4 -> 2NH3\ + 2HF\ + BeF2}}}

## 利用
グラファイトのるつぼでマグネシウムと一緒に1300℃に加熱することにより還元させる方法は最も実用的な金属ベリリウムを得る方法である。
{\displaystyle {\ce {BeF2\ + Mg -> Be\ + MgF2}}}
塩化ベリリウムは不安定であるため実用的ではない。

## 安全性
すべてのベリリウムの化合物は猛毒である。フッ化ベリリウムは水に易溶で体内に吸収されやすく、ATPの取り込みを阻害する。マウスでのLD50は経口では100 mg/kgで、静脈注射では1.8 mg/kgである。